# 黒水部

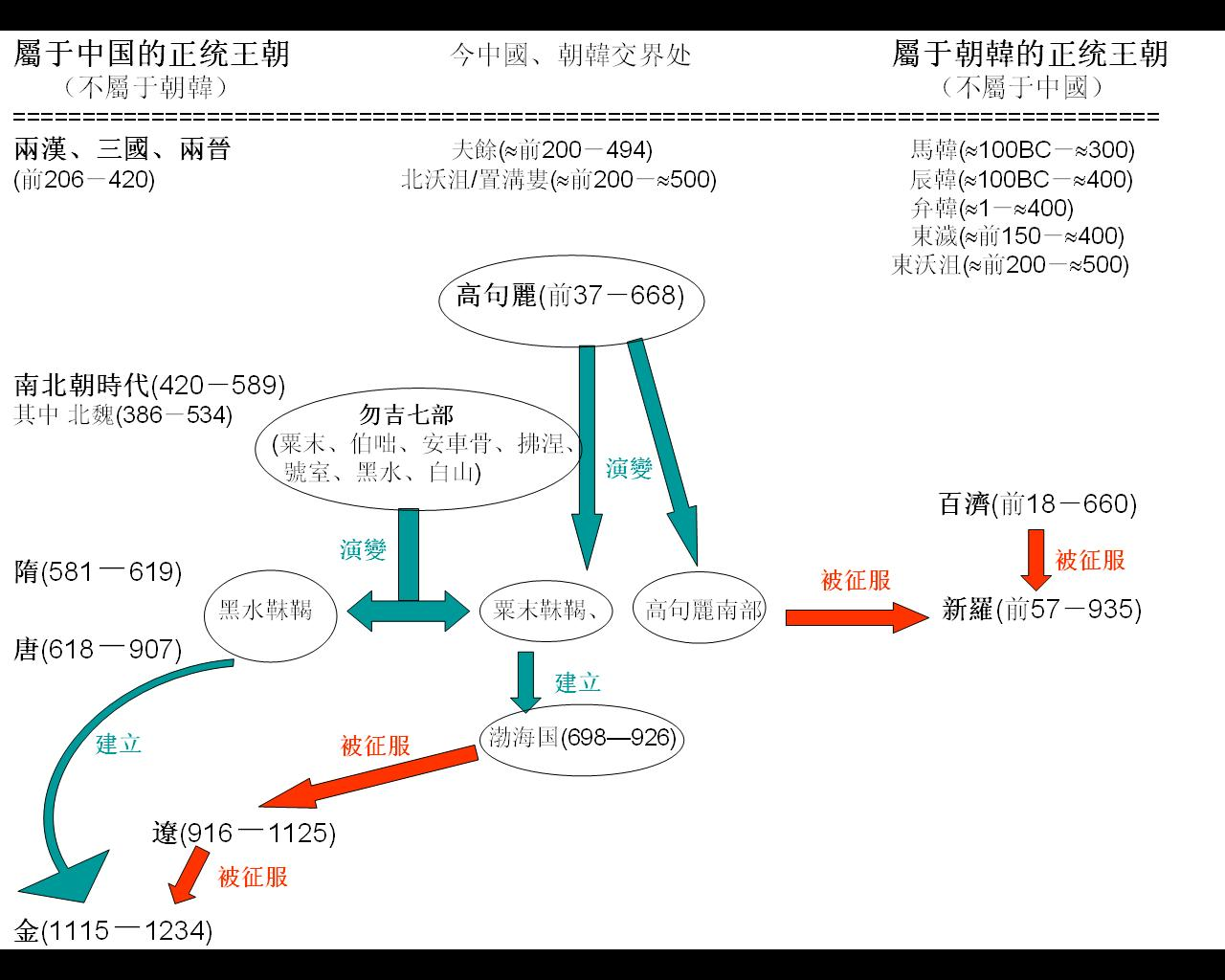
勿吉七部（靺鞨七部）の民族系統。勿吉七部（靺鞨七部）の粟末靺鞨の系統が渤海国に発展し、勿吉七部（靺鞨七部）の黒水靺鞨の系統が金に発展している。

黒水靺鞨（こくすいまっかつ）は、ツングース系民族とする靺鞨七部の一派で、その主体である黒水部のほか16部が存在し、その主要な部落は次の通りである。
- 思慕部 - 現在のロシアのブレヤ川とアムグン川上流地区
- 郡利部 - アムール川河口
- 窟設部 - 沿海州北部
- 莫曳皆部 - 沿海州東南部
- 拂涅部 - 牡丹江下流以東、現在の黒竜江省密山市周辺
- 虞婁部 - ハンカ湖以東
- 越喜部 - ウスリー川以東
- 鉄利部 - 現在の依蘭県周辺、渤海人とともに出羽国を訪れたことが『続日本紀』に見える

725年、唐の安東都護の薛泰は、黒水靺鞨に黒水州都督府を置き、その首領を都督とし、各部部族長を刺史として、この地を監督することを奏上した。後に、渤海が強盛となり、唐が衰微すると、その南部の拂涅、虞婁、越喜、鉄利部などは、渤海に併合された。契丹の興隆後、契丹人は、彼らを女真（女直）と呼び始め、靺鞨の名前は使われなくなった。